# 1221 w literaturze
Wydarzenia literackie w 1221 roku.

## Urodzili się
- Alfons X Mądry, król hiszpański